# 米粉麵包

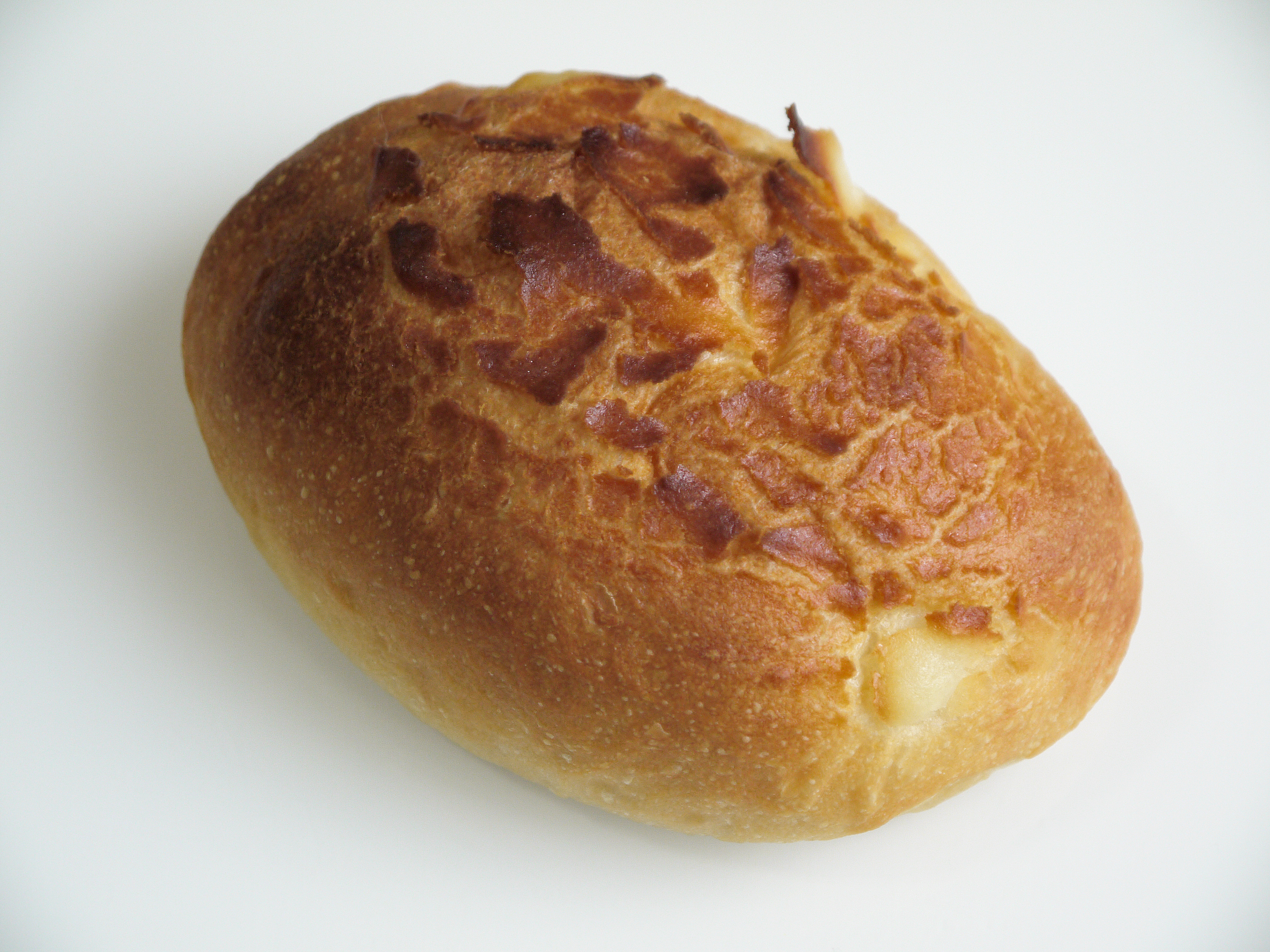
米粉麵包

米粉麵包是指利用米粉製造的麵包。部分米粉麵包亦混合使用小麥粉。米粉麵包最初出現在日本。在2008年，由於小麥粉價格高漲，日本開始有企業利用米粉生產麵包。日本國內大米供給過剩問題亦是米粉麵包誕生的契機之一。便利店企業羅森亦有銷售米粉麵包。